# Scaeva opimius
Scaeva opimius är en tvåvingeart som först beskrevs av Walker 1852.  Scaeva opimius ingår i släktet glasvingeblomflugor, och familjen blomflugor. Inga underarter finns listade i Catalogue of Life.